# Dusona lajae
Dusona lajae là một loài tò vò trong họ Ichneumonidae.